# Antepipona albocincta
Antepipona albocincta är en stekelart som beskrevs av Giordani Soika 1987. Antepipona albocincta ingår i släktet Antepipona och familjen Eumenidae. Inga underarter finns listade i Catalogue of Life.